# غطاء شبيه عرق اللؤلؤ

شبيه عرق اللؤلؤ (بالإنجليزية: Pearlescent)‏ أو غِطاء مُتَلأْلِىء (بالإنجليزية: nacreous)‏ أو طِلاء لُؤلؤيّ (بالإنجليزية: Pearlescent paint)‏ أو صِباغ (بالإنجليزية: pigment)‏ ذي تأثيرات بصريّة لا تخدم فقط في الزينة (مثل المُزَوِّقات، المُنتجات المَطبوعة، الطِلاء الصناعيّ، دهانات السيارات)، بل أيضًا توفِّر أدوات وظيفيّة هامّة مثل الطباعة الأمنية أو المَراشِح الضوئيّة.